# ГЕС Felou
ГЕС Felou — гідроелектростанція на крайньому заході Малі. Розташована нижче від ГЕС Мананталі є нижній ступінь у каскаді сточища річки Сенегал варто відзначити, що станом на другу половину 2010-х між цими двома станціями будують ГЕС Гуїна).
У межах проєкту в руслі Сенегалу перед порогом Felou спорудили невисоку (до 2 метрів) греблю довжиною 945 метрів, яка відводить воду до спорудженого на лівобережжі дериваційного каналу довжиною близько 300 метрів, що прямує до розташованого нижче порогу машинного залу. Останній обладнали трьома бульбовими турбінами загальною потужністю 62,3 МВт, які при напорі у 13,8 м забезпечують середньорічне виробництво електроенергії на рівні 335 млн кВт·год. За машинним залом слідує короткий — близько 100 метрів — відвідний канал.
Видача продукції відбувається по ЛЕП, що працює під напругою 225 кВ.
Проєкт, як і всі інші ГЕС каскаду, реалізувала Організація з розвитку річки Сенегал (Organisation pour la mise en valeur du fleuve Sénégal, OMVS), створена спільно Малі, Сенегалом та Мавританією. Відповідно, вироблена електроенергія ділиться між цими трьома країнами.